# 異星戰境
《異星戰境》是2024年Netflix原創美國科幻動作片。由布萊德·派頓執導，里歐·薩達里安（Leo Sardarian）和阿倫·埃利·科萊特共同編劇，演員陣容包括珍妮佛·羅培茲、劉思慕、斯特林·K·布朗和馬克·史壯。
本電影2024年5月24日在Netflix上映。

## 劇情大綱
艾勒絲·雪柏（Atlas Shepherd）是為政府工作的頂尖資料分析師，她加入一項捉捕機器人的任務，並從人工智慧手中拯救人類的未來。

## 演員及角色
- 珍妮佛·羅培茲 飾演 艾勒絲·雪柏（Atlas Shepherd）
- 劉思慕 飾演 哈蘭·雪柏（Harlan Shepherd）
- 斯特林·K·布朗 飾演 艾利亞斯·班克斯上校（Colonel Elias Banks）
- 馬克·史壯 飾演 傑克·布斯將軍（General Jake Boothe）
- 拉娜·帕瑞拉 飾演 瓦爾·雪柏（Val Shepherd）
- 亞伯拉罕·波普拉（Abraham Popoola） 飾演 卡斯卡·德修斯（Casca Decius）
- 葛瑞格里·詹姆斯·科漢（Gregory James Cohan） 飾演 史密斯（Smith，配音）

## 製作
2021年6月，宣布《異星戰境》由布萊德·派頓執導，珍妮佛·羅培茲領銜主演兼監製，以及阿倫·埃利·科萊特將重新改寫里歐·薩達里安（Leo Sardarian）所創作的原劇本。2022年8月，劉思慕、斯特林·K·布朗和亞伯拉罕·波普拉（Abraham Popoola）加入主演陣容，前者將在本電影中飾演反派角色。同年9月，宣布拉娜·帕瑞拉加入劇組。

### 拍攝
主體拍攝於2022年8月26日開始至11月26日結束，取景地點包括加州洛杉磯和紐西蘭。

## 發行
《異星戰境》2024年5月24日在Netflix上映。

## 外部連結
- 互联网电影数据库（IMDb）上《異星戰境》的资料（英文）
- 在Netflix上觀看《異星戰境》